# Presbiterianismo na Colômbia
O Presbiterianismo chegou à Colômbia em 1856, com a chegada do missionário Rev. Ramón Montsalvatge. A primeira denominação presbiteriana a se estabelecer no país foi a Igreja Presbiteriana da Colômbia, que adquiriu independência da Igreja Presbiteriana nos Estados Unidos da América em 1959. Desde então, diversas outras denominações surgiram no país.
Em 2020, estimava-se que o número total de presbiterianos no país era de cerca de 15.000 pessoas, ou 0,03% da população do país.

## História

### Igreja Presbiteriana da Colômbia
Em 1856, o Rev. Ramón Montsalvatge (enviado pela Sociedade Bíblica Americana), chegou a Colômbia. Posteriormente, o Rev. Henry Barrington Pratt (enviado pela Igreja Presbiteriana nos Estados Unidos da América) também se estabeleceu no país. Ambos os missionários começaram a atender aos estrangeiros presentes e originalmente os cultos foram celebrados em inglês.
Em 1859, os cultos passaram a ser celebrados em espanhol. Todavia, a denominação cresceu lentamente e enfrentou perseguição religiosa. Somente em 1959 a Igreja Presbiteriana da Colômbia (IPCol) adquiriu completa autonomia das denominações americanas.
Em 1982, a denominação criou o Seminário Presbiteriano da Grande Colômbia para formar seus pastores.

### Igreja Presbiteriana na Colômbia (Sínodo Reformado)
E em 1993, a IPCol sofreu uma divisão. Parte dos membros se desligou da denominação e constituiu a Igreja Presbiteriana na Colômbia (Sínodo Reformado). A principal causa da divisão foi a percepção dos membros dissidentes de que a IPCol havia se desviado a teologia presbiteriana original, sobretudo pela adesão à Teologia Liberal e ao Pré-milenismo.

### Igreja Evangélica Reformada da Colômbia
Em 1987, o Rev. Kim Wui-Dong, missionário presbiteriano coreano, chegou à Colômbia e fundou, em Bogotá o Seminário Teológico Presbiteriano da Colômbia.
A princípio, o missionário auxiliou a Igreja Presbiteriana na Colômbia (Sínodo Reformado). Todavia, surgiram divergências que levaram ao fim da cooperação. Algumas igrejas da IPCSR apoiaram o missionário e se desligaram da denominação. Juntas, as igrejas fundaram uma nova denominação chamada Igreja Evangélica Reformada da Colômbia

### Igreja Reformada Evangélica Presbiteriana da Colômbia
Em 1997, missionários da Igreja Presbiteriana na América (IPA) começaram a plantar igrejas em Bogotá. A partir disso, surgiram diversas igrejas, que não se uniram à IPCol devido às diferenças doutrinárias entre esta e a IPA. Sendo assim, estas igrejas formaram uma nova denominação, a Igreja Reformada Evangélica Presbiteriana da Colômbia (IREPC). A primeira assembleia geral foi realizada em 2000 e desde então a denominação se desdobrou em 2 presbitérios. A partir de 2001, a denominação já passou a ordenar pastores colombianos.

### Igreja Presbiteriana da Reforma da Colômbia
Na década de 1990, missionários da Igreja Presbiteriana Ortodoxa começaram a plantar igrejas em Bogotá. A partir disso, surgiram diversas igrejas que se opunham à IPCol. Estas igrejas formaram uma nova denomição, a Igreja Presbiteriana da Reformada da Colômbia (IPRC). A partir de 2020, a denominação é composta por um total de 250 membros, em 9 igrejas e congregações missionárias, espalhadas por Sincelejo, Sapuyes, Pasto, Barranquilla, Bogotá e Tuquerres.

## Atualidade
Algumas denominações presbiterianas, como a IPCol são conhecidas pela sua atuação política, em defesa dos direitos humanos.
Em 2020, estimou-se que o número total de presbiterianos eram de 15.000 pessoas, ou 0,03% da população do país.